# Nieuw Haerlem (1647)
La East Indiaman Nieuw Haerlem era una nave mercantile olandese. Andò persa per naufragio il 25 marzo 1647 nella baia della Tavola, in Sudafrica.

## Storia
La East Indiaman Nieuw Haerlem, appartenente alla Compagnia olandese delle Indie Orientali (VOC) dislocava circa 500 tonnellate, e fu costruita nel cantiere navale di Amsterdam della compagnia tra il 1642 e il 1643. La nave completò con successo tre viaggi di andata e ritorno verso le Indie orientali olandesi. Il quarto e ultimo viaggio di andata iniziò il 15 maggio 1646, quando la nave lasciò l'isola di Texel. Dopo una sosta a São Tiago, Isole di Capo Verde, la nave raggiunse Batavia il 2 novembre dello stesso anno, e due mesi e mezzo dopo, il 16 gennaio 1647, la nave ripartì dalla rada di Batavia in compagnia di altre due navi. A bordo della Nieuw Haerlem vi erano 120 persone e un carico per Amsterdam del valore di 183.018,18 fiorini.
Intorno a mezzogiorno di domenica 25 marzo, la nave entrò nella baia della Tavola, in Sudafrica, dove si trovava all'ancora un'altra nave. In assenza di vento venne calata una scialuppa e il primo ufficiale insieme ad alcuni membri dell'equipaggio vennero inviati ad identificare la nave. Verso le 17:00 si alzò un vento da sud-est che poi girò soffiando da est. Con la velavicino al vento, il nostromo Pietersz cercò di virare quando fu raggiunta una profondità dell'acqua di 8 braccia, ma la Nieuw Haerlem non cambiò la sua rotta. La nave si trovava già vicino alla riva e lottò contro il mare mosso. Alcune delle vele di prua presero il vento e portarono la nave ancora più vicino alla riva, e la Nieuw Haerlem urtò la terra poco dopo le 17:00 arenandosi. Venne subito calata un'ancora per impedire alla nave alla nave di arenarsi ancora di più, ma fu inutile, in quanto le enormi onde ruppero il cavo. L'equipaggio a bordo sparò immediatamente con quattro cannoni e mise a poppa delle lanterne accese per richiedere assistenza all'altra nave che si trovava all'ancora. Nel diario del mercante Junior Leendert Jansz, che è in parte sopravvissuto, alla data del 26 marzo 1647 egli afferma che la posizione della nave si trova a 1 ½ miglia olandesi (circa 7157 m, cioè 4 ½ miglia inglesi) dalle strada e registra la nave come arenata su una spiaggia sabbiosa.
Il giorno successivo si riscontrò che la nave era saldamente piantata nella sabbia, e nel frattempo il primo ufficiale che era stato mandato a identificare l'altra nave ritornò indietro riferendo che si trattava della Witte Olifant che era arrivata il 22 marzo. Subito dopo il nostromo della Witte Olifant, Cornelis Claesz Spranck, arrivò con due piccole imbarcazioni, uno skiff e una scialuppa lunga, che insieme a quelle imbarcate sulla Nieuw Haerlem furono utilizzate nel tentativo di liberare la nave, ma senza successo. Lo skiff della Nieuw Haerlem fu issato a bordo, ma le due barche lunghe più grandi non poterono avvicinarsi a causa del forte moto ondoso e dovettero essere ancorate. Nel frattempo la Nieuw Haerlem sembrò avvicinarsi sempre di più alla riva, e le persone presenti a bordo temettero che il mare grosso rompesse lo scafo. La scialuppa della Witte Olifant che era stato legata al fianco della Nieuw Haerlem venne liberata e rimase gravemente danneggiata quando fu gettata sulla spiaggia. Nel tentativo di recuperare lo skiff della sua nave, mastro Sprack salì a bordo dello skiff della Nieuw Haerlem, ma questa piccola imbarcazione quasi si capovolse a causa della forte risacca, causandogli gravi lesioni alle braccia e alle gambe.
Il giorno successivo, 27 marzo 1647, alcune munizioni e dei vestiti furono inviati a un piccolo gruppo di persone che era riuscito a raggiungere la riva. A questo scopo, il piccolo skiff della Nieuw Haerlem e alcune botti furono collegate alla nave con delle funi per essere trainati di nuovo a bordo in caso di incidente, o se lo skiff e le botti fossero state portate a terra, così le persone a bordo avrebbero avuto un mezzo per mettersi in salvo. Verso mezzogiorno, la scialuppa della Nieuw Haerlem venne mandata alla spiaggia insieme al primo ufficiale Cornelis Wallis e ad alcuni altri uomini, compresi due falegnami con i loro attrezzi, per costruire una tenda. A causa del mare mosso la barca venne sommersa e gli uomini dovettero saltare fuoribordo per salvarsi la vita, mentre uno dei falegnami, che non sapeva nuotare, perì annegato. Quello stesso giorno si iniziò il trasferimento di parte del carico dal relitto alla riva, e verso sera vennero osservate due navi inglesi che non riuscirono a raggiungere la rada a causa dei venti avversi da sud.
Durante la mattina del giorno successivo le navi inglesi, che provenivano da Banten, nei pressi Batavia, si misero all'ancora e il vice comandante Reijnier van ’t Zum inviò loro una richiesta di assistenza fornendo alcune più piccole navi per il trasporto di merci e persone e per imbarcare 40 membri dell'equipaggio della Nieuw Haarlem per l'isola di Sant'Elena, dove dovevano aspettare lì altre navi della VOC.
Il 29 marzo arrivarono due scialuppe delle navi inglesi e la scialuppa della Witte Olifant che si affiancarono alla nave e trasferirono parte del carico, 82 balle di canfora e circa 80 balle di cannella sulla Witte Olifant in due viaggi. Il 30 marzo le due navi inglesi salparono portando con sé circa 40 membri dell'equipaggio della Nieuw Haerlem, e verso le 12:00 un'altra nave si avvicinò alla riva, ma a causa di un vento avverso dovette gettare l'ancora fuori dalla rada. Il giorno successivo il tempo volse al bello, ma le condizioni del mare peggiorarono tanto che fu impossibile usare le barche più piccole, e vice comandante van 't Zum sbarcò a riva su due tini vuoti. Dopo aver raggiunto la spiaggia si riunì ad alcuni membri dell'equipaggio della Witte Olifant al fine di assistere nella costruzione di un fortificazione in cima a una piccola collina nelle vicinanze della nostra nave. Questa fortificazione doveva ospitare alcune delle persone dell'equipaggio della Nieeuw Haerlem, il cui compito principale era quello di recuperare le merci dal relitto. Il 1 aprile, la nave non identificata che era apparsa da due giorni in precedenza risultava essere la Schiedam, che aveva lasciato Batavia in compagnia della Witte Olifant e della Nieuw Haerlem alcuni mesi prima, e gli ufficiali delle tre navi tennero un'assemblea generale, o Consiglio ampio. Durante questo incontro venne deciso che il mercante Junior Leendert Jansz, il primo ufficiale Claes Winckels, e altri 60 membri dell'equipaggio sarebbero rimasti indietro.
In quello stesso giorno iniziarono i lavori di costruzione di Forte Zandenburch su una collina vicino alla nave, ad opera degli equipaggi della Nieuw Haerlem e della Witte Olifant, che scavarono li vicino un profondo pozzo per l'acqua dolce. Il giorno dopo arrivarono a dare una mano alla costruzione anche alcuni uomini della Schiedam e si recuperarono dei sacchi di pepe che erano stati gettati in mare dalla corrente. Nel frattempo vennero posizionate due tende per ospitare i beni recuperati così come le persone che lavoravano a terra, mentre il 5 aprile dal relitto fu portato a terra e messo in postazione un cannone di ferro. Successivamente i membri degli equipaggi della Witte Olifant e della Schiedam rientrarono a bordo delle rispettive navi, in quanto si prevedeva che la fortificazione potesse essere completata dall'equipaggio della Nieuw Haerlem. Durante la prima metà dell'aprile 1647 proseguirono sia i lavori di costruzione della fortificazione che il trasferimento di merci e persone. Il 12 aprile sia la Witte Olifant che la Schiedam, al comando di Jeremias van Vliet, partirono per la Repubblica delle Sette Province Unite, portando con sé alcuni dei beni recuperati dalla Nieuw Haerlem. Nei giorni successivi alla partenza delle altre navi furono recuperate altre merci, tra cui tessuti orientali, pepe, indaco, zucchero e porcellana. A causa del maltempo, che provocò forti mareggiate, il relitto della Nieuw Haerlem fu spinto sempre più vicino alla riva e rischiava seriamente di spezzarsi, con le pompe di sentina a bordo presidiate giorno e notte per tenere a galla lo scafo. Nella notte tra il 17 e il 18 aprile la nave venne sollevata su un banco di sabbia e depositata in acque molto basse, lasciando solo 3 piedi d'acqua sotto il bompresso con la bassa marea.
Sebbene i lavori di salvataggio continuassero, le condizioni del relitto peggiorarono rapidamente, e il recupero delle merci divenne sempre più difficile a causa di gravi infiltrazioni d'acqua all'interno dello scafo. Nella notte dal 6 al 7 maggio il relitto si avvicinò ancora di più alla riva e furono intensificati gli sforzi per ridurre il livello dell'acqua all'interno dello scafo. Altro pepe e 97 casse di zucchero di Ceylon furono salvate prima che la nave si arenasse definitivamente la mattina presto del 10 maggio. Di conseguenza, le pompe si intasarono di sabbia e il livello dell'acqua aumentò rapidamente. Il giorno successivo venne eretto un deposito sulla spiaggia nel mezzo tra la fortificazione e il relitto per facilitare lo sbarco delle merci. Un altro po' di pepe fu recuperato il 15 maggio, e per velocizzare le operazioni fu aperto un buco nella coperta al fine di far uscire i residui tossici della combustione delle merci deperibili presenti nella stiva, costituita principalmente da pepe e zucchero, provocava un insopportabile fetore che impediva alle persone di lavorare al di sotto ponte. Il buco fu allargato due giorni dopo furono portate a terra un'ulteriore quantità di pepe, alcune balle di cannella e cinque botti contenenti pane. Il 18 maggio tre Strantlooper, indigeni abitanti di quelle parti, apparvero vicino alla fortificazione, e fu loro ordinato di fermarsi a una distanza di un tiro di moschetto. Contro la promessa di avere del bestiame gli olandesi diedero loro una quantità di pane e un po' di tabacco. Gli Strandlopers tornarono nuovo il giorno seguente, portando con sé del aragoste o gamberi di fiume che furono barattati con tabacco e pane, ma gli europei erano particolarmente impazienti per avere il bestiame promesso.
Il 23 maggio, sette o otto uomini ottennero il permesso di salpare per Robben Island, e tornarono il giorno successivo, portando con sé 130 pinguini (Spheniscus
demersus) e 'zeeduijckers', probabilmente cormorani (Phalacrocorax capensis). Nel frattempo gli uomini rimasti alla fortificazione spararono cinque colpi di cannone contro la poppa della Nieuw Haerlem per perforare lo scafo e ventilare la stiva. Il tentativo ebbe successo, poiché il giorno successivo fu portata a terra una buona quantità di pepe, e altro se ne aggiunse il 27 maggio. Il giorno vennero raccolte alcune assi di casse usate per trasportare lo zucchero che dovevano servire per la costruzione di un muro difensivo nell'ambito della fortificazione. Il 1 giugno tornarono 13 indigeni, di cui uno parlava la lingua inglese, Dopo mezzogiorno, 13 Strandtlooper sono apparsi alla nostra fortificazione, barattando 5 pecore con dei pezzi di rame giallo. Gli indigeni cercarono di convincere gli olandesi a consentire loro di visitare la fortificazione o la nave, ma ottennero un rifiuto, e se andarono apparentemente scontenti.
Nelle settimane successive altre merci furono recuperate dal relitto della Nieuw Haerlem, e il 15 giugno venne ucciso un rinoceronte che stava combattendo contro un elefante vicino alla fortificazione. La sua carne era appetibile e fu un cambiamento nella monotona dieta degli olandesi. Un altro gruppo di sette o otto uomini andò a Robben Island e tornò il giorno successivo con 800 uova e 200 uccelli, per lo più pinguini. Nei giorni successivi fu costruita una piccola imbarcazione che venne trasportata al fiume Salt con una rete da pesca, e quella stessa sera vennero catturati 117 pesci, e altri 240 il giorno successivo. Il 27 giugno vi fu un temporale che continuato fino al giorno successivo, e come risultato, il relitto iniziò a sbandare su un fianco. Le condizioni meteorologiche peggiorarono e il 7 luglio una parte della poppa del relitto crollò. Per proteggere il carico recuperato dalle intemperie, vi era la tenda del pepe sulla spiaggia trattata con pece e olio di balena, poiché il catrame non era disponibile. Alcuni resti del carico vennero recuperati a intermittenza dal relitto e le scorte di cibo furono reintegrate con il pesce del fiume Salt. Il 10 agosto, alcuni degli uomini andarono al fiume e ripararono le reti e al loro ritorno riferirono di aver incontrato un gruppo di circa 50 Strandlopers, composti da uomini, donne e bambini.
Tra il 9 al 10 agosto 1647 arrivarono nei Paesi Bassi, Reijnier van 't Zum, il nostromo Pietersz della Nieuw Haerlem e gli ufficiali della Witte Olifant e della Schiedam, che informarono in dettaglio la direzione della VOC del naufragio della nave e del destino del suo equipaggio.
Il 23 agosto erano approdate nella baia della Tavola le navi della VOC Tijger, Henriette Louise e Noord Munster, i cui ufficiali visitarono l'accampamento e videro il relitto della Nieuw Haerlem arenato sul lato nord della baia. Questa posizione è confermata da diversi riferimenti alla foce del vicino fiume Salt nel diario di Leendert Jansz che copre il periodo dal 25 marzo al 14 settembre 1647. Il 26 agosto uno dei marinai che erano rimasti nel campo, Carel Cartoijs, rimase ucciso nell'esplosione del suo moschetto. Il 29 agosto, dopo un consiglio tra i sopravvissuti al naufragio e gli ufficiali della navi, venne deciso che chi dei naufraghi lo desiderava poteva imbarcarsi a bordo e tornare a Batavia. Solo due di essi,  Willem Willemsen e Isack Carlier, approfittarono di questa opportunità. Il 1 settembre i due uomini che dovevano salpare per Batavia furono trasferiti sulle navi e fu consegnata parte della documentazione
agli ufficiali in comando delle tre navi VOC. Quello stesso giorno, uno dei membri dell'equipaggio della Noord Munster fu picchiato a morte dagli indigeni.  Le tre navi, a causa dei venti avversi, lasciarono la baia della Tavola il 5 settembre.
Il 7 settembre furono osservate otto o nove mucche vicino alla fortificazione, e tre degli animali furono uccisi e portati dentro il campo. Fu preso parte del legname dal relitto della Nieuw Haerlem al fine di rinforzare le tende, e nella notte tra il 10 e l'11 settembre, entrò nella baia della Tavola la nave inglese Sun, appartenente alla Compagnia inglese delle Indie orientali in rotta da Mauritius all'Inghilterra. Il mercante Jansz tornò alla fortificazione accompagnato da cinque ufficiali e tre membri dell'equipaggio del Sun, che si reimbarcarono sulla loro nave due giorni dopo. Il giorno successivo, 14 settembre circa 20 indigeni apparvero vicino alla fortificazione, incluso uno che parlava inglese, i quali chiesero se potevano stabilirsi vicino alla fortificazione olandese, ma ciò non fu approvato. Questa annotazione nel diario di Leendert Jansz è uno dei più antichi documenti storici che si riferiscono alla possibilità di pacifica convivenza tra indigeni ed europei nell'Africa meridionale.
Il 14 settembre la Sun salpò per l'Inghilterra e in quella data vi è anche l'ultima voce nel diario degli eventi quotidiani di Leendert Jansz. Inoltre, diversi documenti furono inviati con la Sun destinati al Consiglio di amministrazione del VOC. Consegnati agli ufficiali in comando della Sun, essi li inoltrarono agli uffici VOC di
Amsterdam al loro ritorno in Inghilterra. Poco si sa di quello che accadde durante il
periodo successivo, dal 15 settembre 1647 fino a quando le persone della Nieuw Haerlem furono finalmente salvate da una flotta di ritorno dalle Indie orientali olandesi arrivata nel corso del marzo 1648. La flotta di ritorno da Batavia della VOC,  al comando di
Wollebrant Geleyns de Jong che raggiunse la baia della Tavola nel marzo 1648 era formata dalle flute Koning van Polen e Noordmunster, dalle navi Zutphen, Tijger e Rotterdam, dalla nave ammiraglia Walvis e dalle navi Vrede, Oranje, Enkhuizen, Westfriesland, Delft e Henriette Louise, con a bordo circa 1.566 marinai, soldati e passeggeri. Non avendo ottenuto le provviste sperate de Jong, imbarcati merci e superstiti della Nieuw Haerlem diede alle fiamme il relitto della nave e il 3 aprile 1648 salpò con la flotta per raggiungere il 21 aprile la rada dell'isola di Sant'Elena, al fine di fare provviste, contravvenendo agli ordini del governatore generale e del consiglio di Batavia, che gli avevano fortemente raccomandato di salpare direttamente dal Capo verso la Repubblica delle Sette Province Unite. De Jongh fornì anche i dettagli delle merci che erano state recuperate dal relitto della Nieuw Haerlem da Leendert Jansz e dai suoi uomini e come questi fossero stati caricati a bordo della flotta. Includevano: 272.762 libbre di pepe, 144 balle e sei sacchi di cannella, 100 casse di zucchero, 109 balle con tessuti della Guinea, 140 vaschette di porcellana di cui una gran parte era danneggiata e sette casse con indaco. La flotta di de Jong partì dall'isola di San'Elena il 5 maggio 1648, arrivando all'isola di Texel tra il 7 e 8 agosto successivo.
Una volta arrivati nei Paesi Bassi i superstiti, tra cui Leendert Jansz, vennero interrogati dal Consiglio della VOC che accolse il suggerimento di creare una stazione di rifornimento fissa nella baia della Tavola. Ciò costituì la base per un altro documento, il Remonstrantie, presentato all'ufficio di Amsterdam lunedì 26
luglio 1649, con cui il Consiglio di amministrazione della VOC prese la decisione di istituire una stazione di rifornimento per le navi di passaggio al Capo di Buona Speranza. 
Il naufragio della Nieuw Haerlem portò all'arrivo, tra il 6 e il 7 aprile 1652, del "padre fondatore" del Sudafrica Jan van Riebeeck con le navi Dromedaris, Reiger e Goede Hoop, sotto la cui guida fu stabilito il primo insediamento europeo permanente nella zona. Nel suo diario van Riebeeck descrisse per due volte del relitto della Nieuw Haerlem, la prima volta nella annotazione relativa a lunedì 20 maggio 1652 quando afferma di aver fatto visita al relitto della nave Haerlem, trovandolo sepolto nella sabbia, e di aver recuperato del sale che si trovava in discreta abbondanza in quella zona. Quasi sette anni dopo, il suo diario lo riporta alla data di mercoledì 29 gennaio 1659, posto sempre vicino alle grandi saline in questione.

### La ricerca del relitto
Dal 1989 è in corso un progetto di ricerca per localizzare il campo dei naufraghi e dei sopravvissuti. Ciò comporta indagini archivistiche, letterarie, geologiche e geofisiche 
nonché scavi di prova. L'obiettivo non è solo quello individuare sia il luogo del naufragio che l'accampamento associato, ma anche di effettuare lo scavo questi siti storici per agli standard più elevati. L'autorizzazione per il progetto è stata ottenuta dalle autorità competenti ed è interamente supportato da sponsor e volontari. Questo sito è situato al largo, alla profondità di 1–2 m sotto l'acqua e ad una profondità di circa 3–4 m sotto il fondale, a sud-ovest del Dolphin Beach Hotel a Table View, Città del Capo.
Prendendo uno standard di 7.408 m per 1 miglio olandese, e come base la posizione approssimativa del forte di Van Riebeeck, a una distanza di 11.112 m, venne tracciata una linea retta per tentare di ricostruire la posizione dove giaceva il relitto del Nieuw Haerlem. Il punto finale di questa linea toccava la costa nella baia dei Delfini, di fronte a Rietvlei.  Utilizzando lo stesso punto di partenza venne tracciata un'altra linea con una distanza di 11.112 m, ed era proiettata seguendo il più vicino possibile la vecchia linea della costa. Questa linea finì leggermente più a sud di questo punto, vicino al perimetro meridionale delle saline.  Tra il 2017 e il 2018 vennero intraprese delle indagini geofisiche che rivelarono una serie di anomalie magnetiche che furono verificate da scavi di prova iniziati a gennaio 2018.
Nell'area A1–A2 è stato individuato un relitto storico che fu provvisoriamente datato alla fine del XVIII o XIX secolo, in base al suo aspetto. Furono raccolti campioni di legno e di metallo che vennero mandati ad analizzare presso l'Università di Witwatersrand (Wits) a Johannesburg. Le aree B–C, più a nord, furono esplorate il 7 novembre 2018. Il sito B conteneva una tubazione e il C, il blocco di un motore marino. La più meridionale della zona, l'area D contiene un relitto che è stato in parte esposto nel 2003 ma, in base alla presenza del rivestimento in rame dello scafo, potrebbe essere datato dopo il 1780. Lo stesso vale per un relitto scoperto nel 1996, tra le zone A e C e circa 100 m a nord del Dolphin Beach Hotel. La zona E, a nord della D, rivelato moderni materiali come peli di recinzione, che sono probabilmente associati all'attività di dragaggio della sabbia intraprese negli anni 1970.
I manufatti più interessanti sono stati trovati nelle zone F1–F5, appena a ovest-sud-ovest di Dolphin Beach Hotel, l'8 e il 9 settembre 2018. Le analisi dei materiali ritrovati, sono ancora in corso, ma furono recuperati articoli che assomigliano a quelli presenti nei relitti appartenenti alle navi della VOC. Essi includevano patch di piombo, piombini da pesca e chiodi forgiati a mano di varie misure, in ferro, ottone e rame. Un frammento di lastra metallica composita, costituito da un foglio rame con rivestimento in piombo è stato trovato nell'area F1. Fonti archivistiche indicano che la poppa, così come il timone delle navi della VOC, erano spesso rivestiti con rame a sua volta ricoperto di fogli di piombo. La maggior parte dello scafo era però ricoperta con chiodi di ferro che, una volta arrugginiti e corrosi, creavano un protettivo strato ferroso contro le teredini marine. L'8 settembre 2018 venne rinvenuta una collana realizzata con un sottile stelo di rame trafilato a mano. È stato registrato che gli uomini della Nieuw Hearlem barattavano oggetti di rame con le popolazioni indigene. I diari di Jan van Riebeeck sono pieni di riferimenti a questa pratica e affermano che i locali gioielli modellati in rame venivano barattati con del bestiame.

### Annotazioni
1. ↑  Si deve tuttavia tenere presente che le distanze fornite sono stime approssimative e che un miglio olandese è in realtà circa tre miglia inglesi e può essere fino a quattro sulla terraferma.
2. ↑  L'uomo indigeno che parlava inglese era uno Strandloper o Goringhaikona che in seguito agì come interprete per gli olandesi, che lo chiamavano Harry o Herry. Quest'uomo aveva precedentemente visitato le Indie orientali olandesi a bordo di una nave inglese.
3. ↑  Gli olandesi erano ben consapevoli di quanto gli indigeni fossero stati ostili nei confronti del signor Van 't Zum e dell'equipaggio
dalla nave Maurittius.
4. ↑  Sfortunatamente, questa seconda parte del diario di Leendert Jansz non è stata ancora rintracciata e sembra mancare dagli archivi nazionali olandesi, sudafricani e indonesiani.
5. ↑  Con l'assistenza degli uomini della flotta un cannone potrebbe essere preso dal relitto. La aveva Un totale di 19 cannoni di ferro e quattro ancore vennero lasciate sulla carcassa della Nieuw Haerlem poiché si erano rivelati troppo pesanti per essere salvati, così come alcuni cavi e funi.

### Fonti
1. 1 2 3 4 5 6 7 8 9 10 11 12 13 14 15 16 17 18 19 20 21 22 23 24 25 26 27 28 29 30 31 32 33 34 35 36 37 38 39 40 41 42  Repository.
2. 1 2 3 4 5 6 7 8 9 10 11 12 13 14 15 16 17 18 19 20 21 22 23  Current Science.
3. ↑  Werz 1999, pp. 76-77.
4. 1 2  Bruijn, Gaastra, Schöffer 1979, vol III, pp. 52-53.
5. ↑  Western Cape Archives and Records Service, Cape Town, South Africa, Verbatim Copies (VC) 284, Journal and letters of Leendert Jansz... . 1647, Journael No. 2, 2, in data 25 March
1647.
6. 1 2 3  Western Cape Archives and Records Service, Cape Town, South Africa, Verbatim Copies (VC) 284, Journal and letters of Leendert Jansz... 1647,  Journael  No. 2, 3–4, in data 26 March 1647.
7. ↑  Western Cape Archives and Records Service, Cape Town, South Africa, Verbatim Copies (VC) 284, Journal and letters of Leendert Jansz,  JournaelNo. 2, 4, in data 27 March 1647.
8. ↑  Western Cape Archives and Records Service, Cape Town, South Africa, Verbatim Copies (VC) 284, Journal and letters of Leendert Jansz, Journael No. 2, 5, in data 31 March 1647.
9. ↑  Haarlem 1647.
10. ↑  Western Cape Archives and Records Service, Cape Town, South Africa, Verbatim Copies (VC) 284, Journal and letters of Leendert Jansz, Journael No. 2, 5, in data 25 March 1647.
11. ↑  RavenHart 1967, p. 170.
12. ↑  Western Cape Archives and Records Service, Cape Town, South Africa, Verbatim Copies (VC) 284, Journal and letters of Leendert Jansz, Journael No. 2, 5-7, in data 1-5 April 1647.
13. ↑  Western Cape Archives and Records Service, Cape Town, South Africa, Verbatim Copies (VC) 284, Journal and letters of Leendert Jansz.  Journael No. 2, 7-8, in data 8-12 April 1647.
14. ↑  Western Cape Archives and Records Service, Cape Town, South Africa, Verbatim Copies (VC) 284, Journal and letters of Leendert Jansz,  Journael No. 2, 7-8, in data 12-18 April 1647.
15. ↑  Western Cape Archives and Records Service, Cape Town, South Africa, Verbatim Copies (VC) 284, Journal and letters of Leendert Jansz, Journael No. 2, 10-11, in data 7, 9-11 April 1647.
16. ↑  Western Cape Archives and Records Service, Cape Town, South Africa, Verbatim Copies (VC) 284, Journal and letters of Leendert Jansz, Journael No. 2, 10-11, in data 15-17 April 1647.
17. ↑  Western Cape Archives and Records Service, Cape Town, South Africa, Verbatim Copies (VC) 284, Journal and letters of Leendert Jansz, Journael No. 2, 11-12, in data 18 May 1647.
18. ↑  Western Cape Archives and Records Service, Cape Town, South Africa, Verbatim Copies (VC) 284, Journal and letters of Leendert Jansz,  Journael No. 2, 12, in data 19 May 1647.
19. ↑  Western Cape Archives and Records Service, Cape Town, South Africa, Verbatim Copies (VC) 284, Journal and letters of Leendert Jansz, Journael No. 2, 13, in data 24-25 and 27-28 May 1647.
20. 1 2 3 4  Western Cape Archives and Records Service, Cape Town, South Africa, Verbatim Copies (VC) 284, Journal and letters of Leendert Jansz, Journael No. 2, 13-14, in data 1 June 1647.
21. ↑  Western Cape Archives and Records Service, Cape Town, South Africa, Verbatim Copies (VC) 284, Journal and letters of Leendert Jansz.  Journael No. 2, 11, 15-16, 20-21 June 1647.
22. ↑  Western Cape Archives and Records Service, Cape Town, South Africa, Verbatim Copies (VC) 284, Journal and letters of Leendert Jansz,  Journael No. 2, 21-22, in data 29 and 30 August 1647.
23. ↑  Western Cape Archives and Records Service, Cape Town, South Africa, Verbatim Copies (VC) 284, Journal and letters of Leendert Jansz,  Journael No. 2, 22, in data 1 and 2 September 1647.
24. ↑  Western Cape Archives and Records Service, Cape Town, South Africa, Verbatim Copies (VC) 284, Journal and letters of Leendert Jansz,  Journael No. 2, 23-24, in dato 7, 11-12 September 1647.
25. ↑  Western Cape Archives and Records Service, Cape Town, South Africa, Verbatim Copies (VC) 284, Journal and letters of Leendert Jansz,  Journael No. 2, 24, in data 14 September 1647.
26. ↑  Western Cape Archives and Records Service, Cape Town, South Africa, Verbatim Copies (VC) 284WCA, VC 284, Register vande brieven en papiere van Cabo de Bona Esperance met het Engelsch schip de Son overgecome, p.41–22.
27. ↑  de Jong 1985, pp. 7-15.
28. ↑  Nationaal Archief, The Hague, Collectie Wollebrant Geleynse de Jong 1.10.30, Missive van Wollebrant Geleynse de Jongh aan gouverneur-generaal en raden in Batavia …, in data 3 April 1648.
29. ↑  Nationaal Archief, The Hague, Missive van Wollebrant Geleynse de Jongh aan Heren XVII, geschreven op de rede van St. Helena en meegegeven aan het Engelse schip Eagle, in data 23 April 1648.
30. ↑  Nationaal Archief, The Hague, Missive van Wollebrant Geleynse de Jongh aan gouverneur-generaal en raden in Batavia …, in data 23 April 1648.
31. ↑  Gawronsky, Kist, Stokvis-van Boetzelaer 1992, pp. 92-94.
32. ↑  Gawronsky, Kist, Stokvis-van Boetzelaer 1992, pp. 487-490.
33. ↑  Green 1977, pp. 466-467.